# 烏舒卡河
烏舒卡河（烏克蘭語：Ушука），是烏克蘭西部的河流，屬於茲布魯奇河的支流。該河流經赫梅利尼茨基州的赫梅利尼茨基區，河道全長14公里，流域面積55平方公里。